# Gitongana
Gitongana är ett periodiskt vattendrag i Burundi. Det ligger i den norra delen av landet, 130 kilometer nordost om huvudstaden Bujumbura.
Omgivningarna runt Gitongana är en mosaik av jordbruksmark och naturlig växtlighet. Runt Gitongana är det tätbefolkat, med 343 invånare per kvadratkilometer.